# Лихардус, Ян
Ян Лихардус (нем. Jan Lichardus, 24 января 1939, Ружомберок, Чехословакия (ныне Словакия) — 8 марта 2004, Санкт-Ингберт, Германия) — немецкий археолог словацкого происхождения, исследователь эпохи неолита.

## Биография
Родом из еврейской семьи. В 1956 г. поступил в Братиславский университет, где изучал археологию, античность и средневековую историю. Окончил университет в 1961 г. и стал научным сотрудником Археологического института Словацкой академии наук в г. Нитра. В 1963 г. руководил раскопками в пещере Домица в карстовых породах на юге страны. В 1968 защитил диссертацию на тему неолитической культуры Бюкк в Университете Масарика в г. Брно.
Как стипендиат немецкой программы академического обмена в 1965/66 и 1969 г. проходил стажировку в Саарском университете в г. Саарбрюккен. Остался в Западной Германии (ФРГ) и с 1971 г. работал научным сотрудником в Институте доисторических исследований и переднеазиатской археологии при Саарском университете. В 1973 г. защитил диссертацию на степень хабилитированного доктора на тему связей между рёссенской, гатерслебенской и баальбергской культурными группами, где речь шла о возникновении культуры воронковидных кубков и хронологии среднегерманского неолита. После этого работал в должности приват-доцента в Саарбрюккене, а с 1986 г. сменил Рольфа Хахманна в должности профессора доисторических исследований.
Женился в 1971 году на Марион Иттен, также археологе, дочери известного швейцарского художника Иоганнеса Иттена.
Лихардус оказал значительное влияние на восточноевропейскую археологию. В 1980-е годы руководил проектом раскопок в Болгарии, в котором участвовали Саарский университет и Софийский университет имени Климента Охридского.

## Избранные сочинения
- Studien zur Bükker Kultur (Saarbrücker Beiträge zur Altertumskunde Band 12). Bonn 1974; Rezension von Vladimir Milojčić in: Bayerische Vorgeschichtsblätter Band 43, 1978, S. 175—178.
- Rössen — Gatersleben — Baalberge. Ein Beitrag zur Gliederung des mitteldeutschen Neolithikums und zur Entstehung der Trichterbecher-Kulturen (Saarbrücker Beiträge zur Altertumskunde Band 17). Bonn 1976; Rezension von Ulrich Fischer in: Germania Band 56, 1978, S. 574—581.
- (mit M. Lichardus-Itten, G. Bailloud, J. Cauvin): La Protohistoire de l’Europe. Le Néolithique et le Chalcolithique entre la Méditerranée et la mer Baltique. La Nouvelle Clio Ibis. Paris 1985.
- (Hrsg.): Die Kupferzeit als historische Epoche (Saarbrücker Beiträge zur Altertumskunde Band 55). Bonn 1991.
- (mit A. Fol, L. Getov, F. Bertemes, R. Echt, R. Katinčarov, I. K. Iliev): Forschungen in der Mikroregion von Drama (Südostbulgarien). Zusammenfassung der Hauptergebnisse der bulgarisch-deutschen Grabungen in den Jahren 1983—1999. Bonn 2000.

## О нём
- Jan Filip: Enzyklopädisches Handbuch der Ur- und Frühgeschichte Europas. Bd. 3: Addenda (aus dem Nachlass herausgegeben von J. Hrala). Prag 1998, S. 204.
- Jozef Vladár: Ján Lichardus. 1939—2004. (= Ed.Biografia, bibliografia, spomienky, 3). Nitra: Archeologický ústav SAV. Nitra 2005. ISBN 80-88709-77-6.
- François Bertemes: Der Forscher Jan Lichardus. In: Valeska Becker u.a. (Hrsg.): Zeiten, Kulturen, Systeme. Gedenkschrift für Jan Lichardus. Verlag Beier & Beran, Langenweißbach 2009, ISBN 978-3-941171-34-3, S- 1-8.